# Errichtungsanordnung
Die Errichtungsanordnung (EAO) ist nach dem Strafprozessrecht, bestimmten Polizeigesetzen des Bundes und auch einiger Bundesländer, wie Bayern, Berlin, Hessen, Thüringen und Nordrhein-Westfalen, eine erforderliche Festlegung für die Inhalte jeder neuen Datei, die personenbezogene Daten enthält. Errichtungsanordnungen sind sowohl im präventiven Bereich, wie auch im Bereich der Strafverfolgung üblich.
Diese Verwaltungsvorschriften, aus denen jeder Anwender entnehmen kann, wie mit der Datei bzw. den Daten umzugehen ist, sind für deren Anwender verbindlich. Die Errichtungsanordnungen erleichtern dem Datenschutzbeauftragten und der Datenschutzaufsichtsbehörde ihre Kontroll- und Beratungsbefugnisse wahrzunehmen.

## Rechtsgrundlage
Im Bereich der Strafverfolgung ist die Errichtungsanordnung unter anderem im § 490 StPO geregelt. Entsprechende Regelungen finden sich ferner in § 39 GwG, § 36 BPolG, § 90 ZFdG und § 16 Abs. 4 SchwarzArbG. Im Bundeskriminalamtgesetz war sie durch § 34 BKAG a.F. geregelt. Durch das Gesetz zur Neustrukturierung des Bundeskriminalamtgesetzes ist sie dort weggefallen. Im Zollfahndungsdienstgesetz ist sie dagegen auch nach der Reform vom 30. März 2021 weiterhin enthalten.

## Anhörungsverfahren, Sofortanordnung
Vor Erlass einer Errichtungsanordnung ist teilweise, zum Beispiel laut Polizeigesetz Niedersachsen und nach GwG, nicht jedoch nach StPO, die zuständige Datenschutzaufsichtsbehörde anzuhören. Die Einhaltung des jeweils vorgeschriebenen Verfahrens ist formelle Voraussetzung für die Rechtmäßigkeit der Datenverarbeitung. Eine Errichtungsanordnung kann vorläufig ergehen, wenn wegen der Dringlichkeit der Aufgabenerfüllung die vorherige Anhörung nicht möglich ist (sog. „Sofortanordnung“). Die Anhörung ist dann unverzüglich nachzuholen.

## Inhalte
Festgelegt wird in Errichtungsanordnungen üblicherweise:
- Zweck der Datei
- Rechtsgrundlage
- betroffener Personenkreis
- Art der zu speichernden Daten
- Anlieferung bzw. Eingabe der Daten
- Voraussetzung der Datenübermittlung
- Prüffristen
- Speicherungsdauer
- notwendige technische und organisatorische Maßnahmen

## Beispiele
Die Errichtungsanordnung zur Datei „Gewalttäter Sport“ des BKA ist als Ergebnis einer Anfrage nach dem Informationsfreiheitsgesetz auf dem Portal Frag den Staat veröffentlicht worden.